# Lista chorążych reprezentacji Timoru Wschodniego na igrzyskach olimpijskich
Lista chorążych reprezentacji Timoru Wschodniego na igrzyskach olimpijskich – lista zawodników i zawodniczek reprezentacji Timoru Wschodniego, którzy podczas ceremonii otwarcia nowożytnych igrzysk olimpijskich nieśli flagę Timoru Wschodniego.

## Chronologiczna lista chorążych
| Lp. | Rok i miejsce        | Chorąży                          | Dyscyplina            | Uwagi |
| --- | -------------------- | -------------------------------- | --------------------- | --- |
| 1   | 2000, Sydney         | Victor Ramos                     | boks                  | podczas LIO 2000 sportowcy z Timoru Wschodniego startowali pod flagą olimpijską jako niezależni sportowcy olimpijscy |
| 2   | 2004, Ateny          | Agueda Amaral                    | lekkoatletyka         | |
| 3   | 2008, Pekin          | Mariana Dias Ximenez             | lekkoatletyka         | |
| 4   | 2012, Londyn         | Augusto Soares                   | lekkoatletyka         | |
| 5   | 2014, Soczi          | Yohan Gonçalves Goutt            | narciarstwo alpejskie | |
| 6   | 2016, Rio de Janeiro | Francelina Cabral                | kolarstwo górskie     | |
| 7   | 2018, Pjongczang     | Yohann Gonçalves Goutt           | narciarstwo alpejskie | |
| 8   | 2020, Tokio          | Imelda Ximenes                   | pływanie              | |
| 8   | 2020, Tokio          | Felisberto de Deus               | lekkoatletyka         | |
| 9   | 2022, Pekin          | Yohan Goutt Gonçalves            | Narciarstwo alpejskie | |
| 10  | 2024, Paryż          | Ana da Costa da Silva Pinto Belo | Taekwondo             | |
| 10  | 2024, Paryż          | Jolanio Guterres                 | Pływanie              | |